# Пунака (џонгхаг)
27° 40′ N 89° 50′ E / 27.667° С; 89.833° И
Пунака је један од 20 округа у Бутану. Граничи се са окрузима Тимбу, Гаса и Вангду Подранг. Џонгка језик је главни језик у Пунаки, уједно и национални језик Бутана.

## Култура
Пунгтанг Дечен Потранг Џонг у Пунаки је административни и религијски центар округа, а такође и зимска резиденција Бутанског централног монашког тела. Од 1680их године Џонг је место у коме почивају мошти Шабдрунга Нгаванга Намгјала, оснивача земље, које се налазе у посебној комори палате. Пунака Џонг био је престоница Бутана неко време, за време владавине Намгјала. Пунака је један од најважнијих историјских округа у целој земљи. Изграђен од стране Нагмјала у 17. веку, налази се на ушћу две реке - По Чу и Мо Чу.
Више од половине површине округа заузима национални парк Џигме Дорџи, једно од заштићених подручја државе. Дуж границе округа Тимбу простиру се и биолошки коридори.
- Пунака (џонгхаг)
- Река Мо Чу која протиче поред палате Пунака Џонг
- Punakha
- Punakha
- Lobesa
- Lobesa
- Chime Lhakhang